# خرب (عروض)
الخَرْبُ يُراد به في العروض العربي خرم (مفاعيلين) حذف الأول المتحرك بعد أن يدخلها الكَفّ (حذف السابع الساكن) فتصير فاعيل وتُنقل إلى مفعول.